# Club Crocodile
 (avril 2018).
Si vous disposez d'ouvrages ou d'articles de référence ou si vous connaissez des sites web de qualité traitant du thème abordé ici, merci de compléter l'article en donnant les références utiles à sa vérifiabilité et en les liant à la section « Notes et références ».
Le Club Crocodile était un groupe informel, composé de membres du Parlement européen, en faveur d'une plus grande intégration européenne, jusqu'à aller vers une Fédération européenne, avec de plus grands pouvoirs donnés au Parlement européen.

## Historique
Lors de la première législature du Parlement européen, élu en 1979, il est engagé dans un bras de fer avec les États membres concernant le budget. En juillet 1980 il est contraint d'accepter un budget qui ne le satisfait pas. Le député européen italien et fédéraliste Altiero Spinelli écrit alors à ses collègues pour prendre à bras le corps la question du pouvoir du Parlement européen par rapport aux exécutifs des États membres. 
Le groupe a été fondé le 9 juillet 1980, lors d'une session parlementaire. Les neuf membres fondateurs, Altiero Spinelli, le conservateur britannique Stanley Johnson (père de Boris Johnson), les travaillistes britanniques Brian Key (en) et Richard Balfe, Paola Gaiotti De Biase, Karl von Wogau, Hans August Lücker (de), Silvio Leonardi, Bruno Visentini, étaient membres du Parlement, venant de plusieurs horizons politiques. Leur première réunion eut lieu au restaurant « Au Crocodile », à Strasbourg, donnant son nom au groupe. L'idée a été de faire émerger un groupe informel, un club au-delà des partis. Il figure parmi les premiers intergroupes du Parlement. Il a été formellement constitué en septembre 1980; les participants étaient alors près de 60. Dans l'année qui a suivi, ils étaient près de 180, dont la moitié environ provenant du Parlement européen.
La résolution Crocodile, adoptée le 9 juillet 1981, entérine la création d'une commission institutionnelle au sein du Parlement pour élaborer une proposition de réforme des institutions européennes.
C'est sur l'initiative de ce club que le Parlement établit un nouveau comité ayant pour tâche la réforme institutionnelle de ce qui était alors la Communauté économique européenne. Ce comité, dirigé par Spinelli, a préparé un « Projet de traité établissant l'Union européenne », une proposition pour transformer la Communauté européenne en une Union européenne fédérale partielle. Le projet de traité fut approuvé par le Parlement le 14 février 1984, par 237 votes pour, et 31 contre. Bien que ce texte n'ait pas été adopté par les États membres, il est à l'origine de négociations qui ont donné l'Acte unique européen et le traité de Maastricht (qui établit l'Union européenne).
À la suite de la mort d'Altiero Spinelli en 1986, un groupe de Membres du Parlement établit le « Comité Altiero Spinelli pour l'Union européenne », un groupe fédéraliste, ayant pour but de continuer l'œuvre entamée par le Club Crocodile.